# Ardjuna
Ardjuna är ett släkte av fjärilar. Ardjuna ingår i familjen mott.
Kladogram enligt Catalogue of Life:
| Ardjuna | \| \| Ardjuna ariana \| \| \| \| \| \| Ardjuna kresna \| \| \| \| |
|         | \| \| Ardjuna ariana \| \| \| \| \| \| Ardjuna kresna \| \| \| \| |
|         | Ardjuna ariana                                                    |
|         |                                                                   |
|         | Ardjuna kresna                                                    |
|         |                                                                   |